# Mats Olofson
Mats Olofson, född Mats Olof Olofsson 10 september 1955 i Stockholm, är en svensk filmfotograf, manusförfattare med mera.
Olofson blev tidigt konstintresserad. Han ägnade sig efter gymnasiet åt måleri och stillbildsfotografering. Mellan 1984 och 1987 gick han på Dramatiska Institutets fotolinje. 

## Filmmanus
- 1990 – Tumba-Tarzan

## Filmfoto i urval
- 1995 – En på miljonen
- 1997 – Adam & Eva
- 1997 – Grötbögen
- 1997 – Svensson, Svensson - filmen
- 2000 – Det blir aldrig som man tänkt sig
- 2000 – Den bästa sommaren
- 2002 – Bäst i Sverige!
- 2006 – Offside
- 2007 – Rosa: The Movie
- 2009 – Bröllopsfotografen
- 2008 – Persona non grata
- 2009 – Oskar, Oskar
- 2013 – Lasse-Majas detektivbyrå – von Broms hemlighet
- 2014 – Lasse-Majas detektivbyrå – Stella Nostra
- 2014 – Lasse-Majas detektivbyrå – Skuggor över Valleby
- 2015 – I nöd eller lust
- 2015 – Prästen i paradiset